# Мазо Корто (Болцано)
Мазо Корто је насеље у Италији у округу Болцано, региону Трентино-Јужни Тирол. 
Према процени из 2011. у насељу је живело 26 становника. Насеље се налази на надморској висини од 2001 м.